# カルシニューリン
カルシニューリン（Calcineurin：CN）は、細胞内シグナル伝達に関与するプロテインホスファターゼの一種。高等動物から酵母までの生物の全ての細胞にあるが、特に高等動物では一部の免疫抑制剤の標的であることが明らかにされている。初め脳から発見され、カルシウムにより調節されて神経細胞で機能することから命名された。その後、一部の免疫抑制剤により阻害されることが明らかにされ、これをきっかけに免疫系で重要な役割を果たすことが知られた。

## 構造と機能
触媒サブユニットとカルシウム結合（調節）サブユニットからなる。さらにカルモジュリンが結合しこれによる調節も受ける。調節サブユニットにカルシウムが結合すると、カルモジュリン（これもカルシウムにより活性化される）とが結合し、触媒サブユニットが活性化される。すると他のタンパク質を脱リン酸化し、これによりシグナル伝達に関与する。

## 免疫系における作用機構
抗原提示細胞がT細胞上のT細胞受容体に結合すると、細胞質のカルシウム濃度が上昇し、カルシウムがカルシニューリンの調節サブユニットに結合し活性化する。活性化されたカルシニューリンは活性化T細胞核内因子（Nuclear factor of activated T-cells、NF-AT）と呼ばれる複数の転写因子を脱リン酸化することにより核内に移動させる。NF-ATはインターロイキン-2（IL-2）の発現を誘導する。IL-2はヘルパーT細胞を活性化して他のサイトカインの産生を促進し、また細胞傷害性T細胞とNK細胞の機能を促進する。カルシニューリンは免疫抑制剤のうちシクロスポリン、タクロリムスなどの、カルシニューリン阻害剤と総称される薬物の標的となる。これらの阻害剤は直接の標的タンパク質（イムノフィリン）とまず結合し、このタンパク質複合体がカルシニューリンに結合してこれを阻害する。

## その他の機能
カルシニューリンは中枢神経系等でも重要な役割を担うことが示唆されている。例えば、カルシニューリンを産生できないようにしたマウスで、統合失調症のヒトと似た症状が見られている。
他に、ダウン症、糖尿病や肥大型心筋症との関係を示唆する報告がされている。